# Teoría del escopo
La teoría del escopo (en alemán, Skopostheorie) es una teoría en el campo de la traductología (o estudios de traducción, en el mundo anglófono), cuya estrategia de traducción principal  es la  función o propósito de la traducción. La finalidad de una acción traslativa (el conjunto de acciones realizadas por el traductor o las diferentes actividades profesionales de mediación) se establece a través del encargo de traducción, es decir, por medio de las instrucciones que el cliente proporciona al traductor, con el fin de que este pueda producir el texto meta  o traducción esperada.

## Información general

### Definición
Escopo (del griego σκοπός [skopos]), que significa “propósito'',  es un término técnico que representa la finalidad de una traducción, acuñado por el lingüista Hans Vermeer. De acuerdo con el traductor Paul Kussmaul, "la función de una traducción depende de los conocimientos, expectativas, valores y normas de los lectores meta (público al que se dirige la traducción), quienes a su vez están influenciados por su situación y su cultura. Estos factores determinan si la función del texto fuente (el texto a traducir) se conservará, modificará o cambiará por completo para el texto meta”.
Según Vermeer, hay tres tipos de finalidades posibles en una acción traslativa:
1. La finalidad general (aquella que el traductor pretende lograr por medio de su traducción).
2. La finalidad comunicativa del texto meta para una situación meta (una situación propia del contexto del público receptor), como informar al lector.
3. La finalidad que se persigue cuando se usa alguna técnica o estrategia de traducción. Por ejemplo, utilizar una técnica que permita resaltar los rasgos estructurales de la lengua fuente (la lengua origen de lo que se va a traducir).

En la teoría del escopo, el término “escopo”, se refiere al segundo tipo de finalidad expuesta. Además, esta teoría considera al texto fuente como “información ofrecida a una cultura meta", idea que resulta de las teorías cognitivas constructivistas.
Los lingüistas Katharina Reiss y Hans Vermeer definen a los textos como “ofertas informativas'', cuyo significado es producido dinámicamente para sus destinatarios en una situación específica. El translatum (el producto de una acción traslativa) es una oferta informativa dirigida a un público meta en una cultura meta, sobre otra oferta informativa dirigida a una público de partida en una cultura de partida. La teoría del escopo resalta la importancia de los factores culturales, es decir, asume que las lenguas están incorporadas en las culturas y que la relación entre lo que se expresa de manera verbal y lo que es comunicado a través de medios de comunicación no verbales difiere de una cultura a otra. Por lo tanto, no se puede describir a la acción traslativa como una transferencia lingüística; en cambio, puede considerarse un tipo de transferencia cultural. En este marco, el conocimiento de la razón de ser de una traducción y la función de un texto meta son primordiales para que el traductor produzca traducciones satisfactorias. Se puede conseguir una ejecución más clara de la acción traslativa (la traducción como una acción humana que por ende tiene una intención) a través de la identificación de su finalidad. En consecuencia, esto genera un translatum (el texto meta).
Estas definiciones son coherentes con el “relativismo relativo” de Vermeer, inspirado por la epistemología evolucionaria, y con su convicción de que tanto la percepción, así como la interpretación de un texto, siempre están condicionadas por el punto de vista y la situación de los receptores. En ese sentido, el traductor ya no funciona como mediador lingüístico; los traductores entonces son expertos que deciden qué y cómo se traduce.
Vermeer define a la traducción y a la interpretación como un tipo de acción particular, específicamente, como un comportamiento intencional. No obstante, definir a la traducción y a la interpretación como acciones orientadas al objetivo no solo resalta el escopo de estas acciones, sino que también llama la atención sobre el papel de sus agentes junto con la situación y el contexto cultural en el que se integran las acciones. La acción traslativa (que engloba a la traducción y a la interpretación) también está, por definición, dirigida a un objetivo, o escopo, en términos de Vermeer.  Entre los factores que guían la toma de decisiones de los traductores, el escopo es lo primero que se toma en cuenta; esta idea elemental fue formulada como la regla del escopo, que establece a la acción traslativa como una función de su escopo. Además, la regla del escopo especificó al escopo como una variable determinada por los destinatarios deseados, de modo que la teoría del escopo le asigna un papel central al público meta, más específicamente a las expectativas del traductor sobre el público meta, para determinar las estrategias de traducción.

### Fundamentos teóricos

#### La regla del escopo
Lo más importante de la teoría del escopo es que toda acción traslativa está determinada por su escopo. Según lo definido por Hans Vermeer y traducido por Christiane Nord, la regla del escopo establece que:
Cada texto se produce para un propósito determinado que debería cumplir. La regla del escopo pues, reza como sigue: traduce/interpreta/habla/escribe de tal manera que tu texto/tu traducción sea capaz de funcionar en la situación en la que se use y con las personas que la usen, y que funcione exactamente de la manera en que quieren que funcione.
Generalmente, una acción traslativa puede admitir diferentes escopos al mismo tiempo, mismos que pueden estar relacionados entre sí de manera jerárquica. Dependerá del traductor cuál elegir y por qué, siempre justificando sus acciones.
Cabe recalcar que Vermeer y Reiss ocupan como sinónimos los términos “finalidad” (u “objetivo”), “función” y “escopo”. No obstante, Nord hace una distinción entre “intención” y “función” y dice que la intención está ligada al emisor del texto fuente, mismo que tiene planeada una finalidad para su mensaje. Cuando la información llega al receptor, este la utilizará para una función determinada.

#### Coherencia intratextual
En un inicio y basándose en el texto fuente, el traductor deberá seleccionar ciertos aspectos de la oferta informativa en la lengua fuente y posteriormente procesarlos a una nueva oferta informativa dirigida al público meta. Del traslatum resultante, los receptores también seleccionarán lo que les parezca significativo para su situación.

Como parte del deber del traductor, éste tendrá que concebir un texto meta que tenga sentido con respecto a la cultura meta de la lengua a la que se traduce para que el público meta pueda comprenderlo. En palabras de Nord:
Una traducción debe ser aceptable en el sentido de que sea coherente con la situación del receptor.
Nord continuó desarrollando que:
Una interacción comunicativa solo puede considerarse como exitosa si los receptores la interpretan como suficientemente coherente con su propia situación.

#### Coherencia intertextual o fidelidad
Ya que un translatum es una oferta informativa que se desprende de otra oferta informativa inicial, se espera que haya cierta relación entre ambos. No hay un solo tipo de relación correcta, pues dependerá de la interpretación del texto fuente (en terminología de Nord) por parte del traductor y del encargo de traducción. 
Por ejemplo, según Vermeer, una manifestación de la fidelidad podría ser que una noticia periodística se traduzca “tal como estaba el original”. No obstante, esta decisión también es una meta. Es por esta razón que la coherencia intertextual está subordinada a la intratextual y ambas, a su vez, a la regla del escopo.

### Reglas
A partir de los fundamentos teóricos principales que rigen la teoría del escopo de Reiss y Vermeer, surgieron seis reglas:
1. Un translatum está determinado por su escopo.
2. Un translatum es una oferta informativa en una cultura y una lengua meta relativa a una oferta informativa en una cultura y lengua de origen.
3. Un translatum no inicia una oferta informativa de forma claramente reversible.
4. Un translatum debe ser internamente coherente.
5. Un translatum debe ser coherente con el texto fuente.
6. Las cinco reglas están en orden jerárquico, con la afirmación del escopo como predominante.

La primera y principal regla establece que el texto meta siempre recurrirá a la función de la acción traslativa en cualquier encargo.
La segunda regla remarca la importancia de la relación que tiene el texto fuente y el texto meta con las funciones en sus contextos lingüísticos y culturales respectivos. Por lo tanto, el traductor es el actor principal en esta comunicación intercultural para los objetivos de realizar el translatum.
La tercera regla menciona que la función que tiene un translatum en la cultura meta no necesariamente debe de ser igual que en la cultura fuente y hace énfasis en su elemento de irreversibilidad.
La cuarta le corresponde al fundamento de la coherencia intratextual. La quinta, al fundamento de coherencia intertextual con el texto base. Ambas retoman los fundamentos generales del escopo que tienen relación con valorar el éxito de la acción y transferencia de información.

### Antecedentes
La teoría del escopo fue presentada por Vermeer como una teoría general de la traducción en un ciclo de conferencias presentadas en la Universidad de Mainz durante el año escolar de 1976 a 1977. Después, la teoría fue esbozada en un ensayo publicado en 1978 en el artículo Ein Rahmen für eine allgemeine Translationstheorie en la revista Lebende Sprachen. Posteriormente, Vermeer y Reiss publicaron Grundlegung einer allgemeinen Translationstheorie en 1984, donde explican la teoría con más detalle. Para 1996, Ediciones Akal realizó la primera traducción al español del texto, titulada Fundamentos para una teoría funcional de la traducción, traducido por Sandra García Reina, Celia Martín de León y Heidrun Witte, por medio de la aplicación de la misma teoría. Y, en 2014, se publicó una traducción al inglés por Christiane Nord.
La teoría del escopo fue importante para el desarrollo de los enfoques funcionalistas alemanes que surgieron a finales del siglo XX. La teoría se desarrolló en cuatro etapas:
1. Katharina Reiss y la categoría funcional (1971).[2]
2. Hans Vermeer y la teoría del escopo (1978).[10]
3. Justa-Holz Manttari y la teoría de la acción traslativa (1981).[12]
4. Christiane Nord y la teoría del “funcionalismo y lealtad” (1997).[13]

La teoría del escopo es un marco general para los traductores que representa “un alejamiento de las tipologías lingüísticas estáticas sobre los "shifts" (desplazamientos) de traducción propuestos por J. C. Catford ”. A diferencia de las teorías de traducción pasadas que se centran en la lingüística y las traducciones basadas en la equivalencia a un nivel microtextual, la translación en la teoría del escopo no requiere de una equivalencia funcional con el texto fuente, ya que el objetivo de la teoría pone énfasis en el propósito de la acción traslativa. En este tipo de textos, los factores contextuales que los rodean resultan esenciales en su traducción, sobre todo en relación con la función del texto en esa cultura específica para el lector o los lectores concretos.
Durante el periodo en el que se fundó la teoría general del escopo, el campo de los estudios de traducción se enfrentaba a un cambio desde las teorías predominantemente más formales y "lingüísticas", en las que la "fidelidad" y la "equivalencia" con el texto fuente era el criterio con más autoridad para determinar el éxito de una traducción, que las teorías que tenían más en cuenta la funcionalidad y los factores socioculturales. Este cambio fue motivado por el surgimiento de la teoría de la comunicación, la teoría de la acción, la lingüística del texto y la teoría del texto, así como por la orientación hacia la teoría de la recepción en los estudios literarios. Así pues, la teoría del escopo puede considerarse un vástago de dichas teorías. Muchos de los factores que adoptó de la teoría de la acción se volvieron esenciales a finales del siglo XX debido a la creciente demanda de traducciones de textos no literarios. En este tipo de textos, los factores contextuales que los rodean resultan esenciales en su traducción, sobre todo en relación con la función del texto en esa cultura específica para un lector o lectores concretos,
Hans Vermeer implementó la teoría del escopo para cerrar la brecha que existía entre la práctica y la teoría en las teorías de la equivalencia, teorías previamente extendidas y muy conocidas que asumen que el texto fuente puede llegar a tener el mismo valor en ciertos niveles con el texto meta. En este intento, Vermeer buscó otro método de traducción que fuera más allá del nivel lingüístico y, como resultado, sacó a la traducción del “eterno dilema entre traducción libre o fiel; entre equivalencia dinámica o equivalencia formal, entre  buen intérprete o traductor esclavo, etcétera”.
  

En una declaración hecha por Vermeer, afirmó que:
La lingüística por sí sola no nos ayudará; en primer lugar, porque traducir no es meramente, ni siquiera principalmente, un proceso lingüístico. En segundo lugar, porque la lingüística aún no ha formulado las preguntas adecuadas para abordar nuestros problemas. Así que busquemos en otra parte.
Bajo esta perspectiva, determinó que los enfoques puramente lingüísticos de la traducción de entonces eran defectuosos y que las cuestiones de traducción que se planteaban eran difíciles de resolver. Así, la teoría general del escopo se estableció como fundamento de las teorías funcionalistas, con referencia a la ya existente teoría de la acción. Vermeer vio a la traducción como una acción parecida a cualquier otra y, como tal, tenía que poseer un propósito (escopo) bajo la teoría de la acción. En relación con esto, Vermeer percibió el acto de traducción como la producción de textos en entornos específicos, para propósitos específicos y personas en circunstancias específicas.

## Marco teórico

### Teoría de la acción
Según Vermeer, la teoría de la acción sustenta la teoría del escopo en el sentido de que cada acción está dirigida por un propósito. Una acción se define como "un proceso, intencional o voluntario, para producir (o impedir que se produzca) un cambio en el mundo (natural)".  Dado que la traducción es una forma de acción traslativa que implica comunicación intencional (o interacción, si afecta a dos o más agentes) y transición, debe haber una finalidad asociada. Vermeer proporcionó varios axiomas o tesis con el fin de contextualizar la teoría del escopo como una forma de teoría de la acción y estos incluyen la afirmación de que el escopo determina la estrategia para obtener la meta deseada. Otros estudiosos sugieren que, durante el proceso de la traducción de materiales, deben tenerse en cuenta factores contextuales como la cultura del lector y del cliente que inició la traducción. La teoría de la acción, sin embargo, tiene un alcance más amplio que la teoría del escopo.

## Conceptos importantes de la teoría

### Encargo de traducción
Un encargo de traducción proporcionado por el cliente es necesario para que el traductor interprete la función de la traducción y emplee estrategias para actuar de acuerdo con la misma.  En este se establecen las instrucciones para ejecutar la traducción.
Un encargo debe incluir tanta información detallada como sea posible sobre lo siguiente (1) el objetivo, es decir, una especificación del objetivo del encargo; (2) las condiciones bajo las cuales se debe alcanzar el objetivo pretendido (incluyendo naturalmente cuestiones prácticas como el plazo y la tarifa)
El cliente proporcionará “tantos detalles como sea posible sobre la finalidad, especificará al público destinatario, momento, lugar, medio y motivo de la comunicación prevista y la función deseada del texto meta”. Al indicar esta información en forma escrita o hablada, el encargo de traducción se hace explícito. Sin embargo, cuando el cliente no proporciona explícitamente el encargo de traducción detallado, probablemente debido a la falta de familiaridad con la comunicación intercultural, el traductor debe negociar y proporcionar instrucciones sobre si hay que traducir el texto fuente y el tipo de texto meta necesario para lograr la finalidad, que es el escopo. 
| Encargo de traducción Se necesita la traducción de un artículo del español al inglés. El cliente es la Universidad Nacional Autónoma de México; la traducción será publicada en la página web de la universidad. La información va dirigida a anglófonos interesados en estudiar en la universidad. Sobre el cliente: La UNAM es una universidad pública mexicana, considerada como una de las mejores universidades de América Latina y una de las más activas en materia artística, tecnológica y de investigación. |
| --- |

En este ejemplo, el objetivo de la traducción es proporcionar información a los futuros estudiantes internacionales. Así, con la finalidad explícita identificada, el traductor podrá seguirla de cerca y elegir la estrategia de traducción más adecuada para ejecutar el encargo. Por otro lado, para que el traductor lo pueda llevar a buen término y sea capaz de dar una cotización de forma más válida y justa para ambas partes, este también tendría que pedir y acordar otro tipo de informaciones con el cliente o encargante, como la ya mencionada en la cita de Nord, fechas de entrega, forma de pago, etc. 

### Cultura
Vermeer ve a las normas y convenciones como las características principales de una cultura, y ve a la traducción como una comparación de culturas. En esta "comparación", el conocimiento de la cultura fuente se interpreta utilizando el conocimiento específico que el traductor posee de esa cultura, y el hecho de que esta "comparación" adopte una perspectiva interna o externa depende de si el traductor está traduciendo hacia o desde su propia lengua y cultura.. Al tratar a las culturas y a las lenguas como sistemas y a las estructuras de nivel inferior como elementos de esos sistemas, su valor cambiará cuando se transfieran de un sistema a otro, pues ahora se relacionarán con los elementos que pertenecen al nuevo sistema. 
Esto quiere decir que las modificaciones al transferir del texto fuente al texto meta son apropiadas en contextos específicos, siempre que el elemento transferido posea el mismo grado de convencionalidad en la cultura meta que el original tuvo en la cultura fuente. Además, el escopo de la traducción está determinado por el encargo de traducción también llamado “operativo intercultural”. Así, se puede ver que, aunque la teoría del escopo está más orientada al objetivo, los aspectos culturales de las lenguas fuente y meta desempeñan un papel importante.
La teoría del escopo subraya la relevancia de los factores culturales; supone que las lenguas están incorporadas en las culturas y que la relación entre lo que se expresa de manera verbal y lo que se comunica a través de formas no verbales difiere de una cultura a otra. Por lo tanto, no se puede describir a la acción traslativa como una transferencia lingüística; sino que puede considerarse un tipo particular de transferencia cultural.
El concepto de cultura desarrollado por la teoría del escopo se basa en el antropólogo Ward Goodenough, quien definió la cultura en el contexto de la antropología cognitiva de primera generación. Sin embargo, la definición de Hans Vermeer se centra más en las normas y convenciones sociales que en la competencia cognitiva: “la cultura puede ser entendida como un conjunto de normas y convenciones que gobiernan el comportamiento social y sus resultados”.
Vermeer distingue además tres subcategorías de cultura: paracultura, diacultura e idiocultura, que están inspiradas en los conceptos lingüísticos de paralecto, dialecto e idiolecto. El concepto de paracultura es el más amplio, ya que se relaciona con las normas y convenciones de una comunidad social como conjunto; la diacultura se relaciona con grupos sociales dentro de comunidades sociales más amplias; y la idiocultura se relaciona con individuos específicos en un momento determinado.
La traductora y traductóloga Heidrun Witte integra estas subcategorías en su modelo de competencia cultural para traductores y enfatiza su carácter intrínsecamente relativo, ya que su definición dependerá del propósito de la investigación. La traductora y traductóloga Celia Martín de León critica el concepto de cultura de Vermeer y su división en subcategorías, pues este sugiere que la traducción se da entre entidades totalmente distintas, un supuesto que puede llevar a estereotipar a las audiencias meta.

### Adecuación
La adecuación es un concepto fundamental para la teoría del escopo y surge de la demanda de textos que sean fáciles de leer y comprender. La adecuación debe ser una función constante entre el texto fuente y el texto meta. En un texto de partida en el que se puedan encontrar dificultades lingüísticas, la traducción debe modificarse de tal modo que su contenido en la lengua de llegada sea comprensible. Las modificaciones que sufra este texto serán hechas durante el proceso traductor y serán determinadas por el encargo de traducción. Hablamos de una traducción adaptada o, incluso, intersemiótica con el objetivo de que los lectores de la situación meta puedan comprenderla. Reiss y Vermeer definen a la adecuación como: 
Adecuación en la traducción de un texto (o elemento textual) de partida se refiere a la relación que existe entre el texto meta y texto fuente, teniendo en cuenta de forma consecuente el objetivo (escopo) que se persigue con el proceso de traducción. 

## Aplicaciones

### Pedagogía
Hasta la fecha, el uso más importante de las teorías funcionalistas (aquellas que se enfocan en la finalidad de la traducción, como la teoría del escopo) ha tenido lugar en el campo de la pedagogía. Como afirma el traductor Donald Kiraly (2012), las teorías funcionalistas han servido como modelos de buenas prácticas en el aula desde finales de los años 90.
Tanto Justa Holz-Mänttäri (1984) como Vermeer (1990) proponen programas en estudios de traducción que enfatizan la importancia de asignar encargos de traducción realistas, realizar proyectos colaborativos y promover la autonomía de los estudiantes. La importancia del encargo de traducción radica en que este contiene las instrucciones que el traductor debe seguir para realizar una traducción apropiada de acuerdo con su finalidad.
Adicionalmente, el uso pedagógico del funcionalismo fue promovido por una serie de académicos que enseñaban en las universidades de Mainz y Heidelberg y que desarrollaron sus propias versiones del funcionalismo. Entre los más conocidos se encuentran Hönig y Kussmaul (1982), quienes vinculan el funcionalismo con la psicolingüística y proponen un marco funcional para guiar a los estudiantes a lo largo del proceso de traducción. Sus enfoques funcionalistas se centran en el estudio de aspectos cognitivos o psicofisiológicos de la traducción (Hönig 1995), como la creatividad (Kußmaul 1995), cuyas investigaciones tienen como objetivo principal mejorar la competencia del traductor.
Asimismo, Nord ha publicado una serie de obras orientadas a los estudiantes de traducción, de las cuales destacan el Manual sobre análisis textual de 1988 y su traducción al inglés de 2005, en el que la autora propone un modelo de análisis textual para traducciones orientadas al escopo.
Finalmente, Witte (2000, 2017) desarrolla un enfoque funcionalista en la didáctica traslativa basado en la competencia cultural de los traductores, el cual incluye conocimiento de dos culturas distintas y la capacidad de contrastarlas y relacionarlas en términos de percepciones mutuas (ideas acerca de sí mismo y del otro, prejuicios o estereotipos), con el fin de evitar malentendidos. Desde entonces, han aparecido un gran número de publicaciones que abordan cuestiones pedagógicas a partir de un punto de vista funcional, con lo que se popularizaron las nociones de escopo y encargo de traducción en el aula.

### Interpretación
Los trabajos de Vermeer y Holz-Mänttäri también se han aplicado al análisis de la interpretación simultánea en conferencias. Por su parte, Franz Pöchhacker (1994) sitúa el escopo a nivel de la conferencia completa, como una unidad global o hipertexto, y cuestiona la suposición funcionalista de una transferencia cultural en este tipo de interpretación, pues alega que el grupo de expertos que asiste a una conferencia constituye una diacultura internacional. No obstante, este argumento pierde su validez en otros tipos de interpretación como la comunitaria o la de lenguas de señas en las que las diferencias culturales, así como las necesidades y expectativas de los receptores de la interpretación, suelen estar más claramente definidas y las decisiones del intérprete pueden describirse con más facilidad en términos de finalidades y estrategias (Kalina 2009, 2012).

### Traducción publicitaria
La traducción publicitaria se centra en preservar el componente persuasivo de un anuncio y en adaptarlo al mercado y la cultura meta en una acción traslativa. En la traducción publicitaria, la regla del escopo desempeña un papel importante. Con la teoría del escopo, la traducción ya no se centra únicamente en el texto fuente, sino que también toma en cuenta la finalidad de la traducción. Dado que el texto de destino está determinado por su escopo, el traductor debe poseer un conocimiento profundo del producto anunciado. En función de las necesidades que requiere la situación, el traductor debe tener en cuenta la finalidad y determinar si debe realizar una traducción "libre" o "fiel". Por ejemplo, el titular de un anuncio puede someterse a una traducción dinámica para garantizar que la función de un titular, que es captar la atención del público meta, se mantenga y se adapte para una cultura diferente.

### Traducción de la Biblia
Otro caso específico en el que se pone en duda la aplicabilidad del funcionalismo es en la traducción de textos religiosos (Nord 2018). Existen muchas versiones traducidas de la biblia que persiguen diferentes objetivos. La New American Standard Bible (NASB) pretende reproducir lo más fielmente posible las escrituras originales en hebreo, griego y arameo. Por otro lado, una versión conocida como la International Children's Bible se preocupa por traducir el lenguaje de la Biblia a un inglés sencillo, para aumentar la accesibilidad de los lectores con menos dominio del inglés. La comunidad a la que se dirige dicta la finalidad e influye en el encargo de los traductores, pues los lleva a decidir si adoptarán un enfoque más literal o liberal, y esto se refleja a menudo en la sección introductoria de la Biblia.
Una misma versión también puede servir para múltiples funciones, por lo que es posible que se identifiquen múltiples propósitos para el mismo texto meta, pero se argumenta que debería haber una jerarquía de importancia. Andy Cheung, que escribe sobre la aplicación de la teoría a la traducción de la Biblia, sugiere que es posible cumplir la función de traducir la Biblia al inglés para el uso cotidiano y tener, al mismo tiempo, la subfunción de garantizar el acceso al contenido para los usuarios cuya segunda lengua de aprendizaje o adquisición es el inglés.  El subescopo no admitiría el uso de modismos anglosajones y se recurriría al uso de una descripción menos metafórica, con el fin de facilitar la comprensión de texto a ese tipo de usuarios .

### Otros campos
En términos de géneros textuales, las teorías funcionalistas se han aplicado en el contexto de la traducción técnica (Schmitt 1989, 1992), folletos turísticos (Nobs Federer 2006), textos legales (Osoro Pérez-Puchal 2002; Prieto Ramos 2002; Liu Yanping 2014), entre otros. Sin embargo, pese al énfasis en la comunicación no verbal del funcionalismo, pocos académicos que trabajan en la traducción audiovisual han aplicado de manera explícita una perspectiva funcionalista a su investigación. Uno de esos académicos es Klaus Kaindl (1995, 2004), cuyo acercamiento a la traducción de ópera y cómics se desarrolla desde una perspectiva funcionalista. Además, ofrece un modelo de análisis de elementos no verbales en estas modalidades de traducción.

## Aportaciones y críticas

### Aportaciones[12]
La teoría del escopo aclaró a los traductores cuestiones que en teorías anteriores eran negadas. En primer lugar, consideró al traductor y a su labor dentro de un contexto profesional en donde su obligación principal era con los clientes más que con los textos en sí. En este sentido, posicionó a la traducción como un trabajo completo que no sólo se centraba en el texto, sino que englobaba varios elementos (negociación cliente-traductor para determinar la finalidad del texto meta, definir cuándo, cómo, una traducción puede realizarse, etc.) que le otorgaron al traductor una responsabilidad mayor al momento de conseguir que la finalidad acordada se cumpliera. Asimismo, ayudó a ampliar tanto el rango de traducciones posibles como el de las técnicas de traducción:
La teoría del escopo puede también ayudar a determinar si el texto fuente debe ser traducido, parafraseado o completamente reeditado. Tales estrategias conducen a variedades terminológicas diferentes de la acción traductora, cada una basada en un escopo definido que, a su vez, se basa en un encargo específico. (Venuti, 2000: 231)
De esta forma, permitió al traductor distanciarse de la literalidad y de las teorías que se rigen únicamente por reglas lingüísticas. 

### Críticas[12][14]
Principalmente, la teoría del escopo se dio a conocer en la comunidad académica de habla inglesa a través de los trabajos de Nord (1997), Snell-Hornby (2006) Schäffner (2009) y Chesterman (2001) Algunas de las críticas que surgieron a su introducción, en esta gran comunidad, están relacionadas con su estatus epistemológico dentro del campo de los estudios de traducción. Aunque esta se concibió como una teoría general de la traducción, que pretendía describir las condiciones generales aplicadas a cualquier acción traslativa (así como la teoría de la acción) según la propuesta de Holz-Mänttäri Toury (1995/2012) y Chesterman (1998/2010) no la consideran una teoría general descriptiva de la traducción, más bien, la ven como una teoría aplicada y prescriptiva orientada a mejorar la práctica traslativa. 
Sin embargo, Vermeer refuta este argumento diciendo que a pesar de que no podemos saber el resultado de una acción, sí podemos orientar nuestras acciones en términos de la finalidad u objetivo deseado. Una ventaja muy importante de la teoría es que nos da la posibilidad de traducir el mismo texto de diferentes maneras dependiendo de su propósito y del encargo dado al traductor.

En palabras de Vermeer:  
Lo que determina el escopo es que uno debe traducir consciente y consistentemente de acuerdo a algún principio respetando el texto meta. La teoría no estipula qué principio es este; esto se debe decidir por separado para cada caso específico. (Vermeer 1989/2012: 198)
El traductólogo Anthony Pym también menciona que la teoría no puede resolver casos de finalidades conflictivas. El paradigma del escopo se percibe "deficiente" de algún modo cuando admite que muchas veces los traductores deben tomar sus propias decisiones. Al mismo tiempo, lo que algunos considerarían la incapacidad de la teoría de desarrollar directrices éticas se convierte, dentro del propio proceso de teorizar, en un momento de liberación y poder sobre las decisiones a tomar. 